# Johann Bernhard Michael Schneider
Johann Bernhard Michael Schneider (* 11. Mai 1905 in Würzburg; † 23. Dezember 1984 in Schweinfurt) war ein  deutscher Komponist im Schach.

## Der Schachkomponist
1920 entdeckte Schneider das Problemschach. Zwei Jahre später veröffentlichte er seine erste Aufgabe. 1924 schrieb das Würzburger Volksblatt ein Turnier aus, Schneider belegte mit seinen Problemen die Plätze eins bis drei. 1935 entstand die Unterfränkische Problemgemeinschaft. Hier beteiligte er sich mit Willy Popp und anderen in der Organisation und als Komponist. Innerhalb dieser Problemgemeinschaft war er am erfolgreichsten.
1965 wurde er zum Internationalen Preisrichter für Schachkomposition ernannt.
Am liebsten schuf Schneider Zweizüger, aber auch Dreizüger, Selbst- und Hilfsmatts kamen aus seiner Feder.
Insgesamt komponierte Schneider fast 1000 Probleme. Etwa 300 davon wurden ausgezeichnet, 25 wurden in die FIDE-Alben aufgenommen. Dafür wurde er 1979 mit dem FIDE-Titel Internationaler Meister für Schachkompositionen geehrt.
|   | a | b | c | d | e | f | g | h |   |
| 8 |   |   |   |   |   |   |   |   | 8 |
| 7 |   |   |   |   |   |   |   |   | 7 |
| 6 |   |   |   |   |   |   |   |   | 6 |
| 5 |   |   |   |   |   |   |   |   | 5 |
| 4 |   |   |   |   |   |   |   |   | 4 |
| 3 |   |   |   |   |   |   |   |   | 3 |
| 2 |   |   |   |   |   |   |   |   | 2 |
| 1 |   |   |   |   |   |   |   |   | 1 |
|   | a | b | c | d | e | f | g | h |   |

Lösung:
1. Tb3!

1. … Kd5 2. Te3 matt

1. … d3 2. Tb4 matt

1. … e5 2. Dh1 matt

1. … d5 2. f3 matt

1. … g6 2. Sf6 matt

## Der Turnierspieler
Mit 15 Jahren erlernte Schneider das Schachspiel. Er erlangte im Turnierschach eine passable Spielstärke. So gewann er mehrfach die Meisterschaft von Unterfranken, auch wurde er Stadtmeister von Würzburg und Schweinfurt.

## Der Autor
In Fachzeitschriften platzierte er viele Artikel, beispielsweise
- Erweiterung des Finnischen Nowotny
- Haltewert im Zweizüger
- Neuartige Brennpunktverführungen
- Verführungen im Selbstmatt-Zweizüger
- Neues im fortgesetzten Angriff

Auch veröffentlichte er
- Unterfrankens Problemgeschichte 1882-1970, Schweinfurt 1970
- Eine kleine Auswahl eigener Schachaufgaben, Schweinfurt 1978